# Tetrakyslík
Tetrakyslík (oxozon, O4) je hypotetická čtyřatomová molekula kyslíku. Jeho existence byla předpovězena na začátku 20. století.

## Predikce
Tetrakyslík byl předpovězen roku 1924 Gilbertem N. Lewisem, který ho navrhl jako vysvětlení, proč se tekutý kyslík nechová dle Curieova zákona.

## Skutečná podoba
Čtyřatomová kyslíková entita byla detekována roku 2001 pomocí hmotnostní spektrometrie, jako sloučenina s dobou života 1 μs. Struktura však neodpovídala předpokládanému cyklickému (symetrie D2d) ani trigonálnímu (symetrie D3h) uspořádání, ale spíše komplexu dvou molekul O2.